# استان آسکوپه
استان آسکوپه (به اسپانیایی: Provincia de Ascope) یک منطقهٔ مسکونی در پرو است که در منطقه لا لیبرتاد واقع شده‌است.
 استان آسکوپه ۲٬۶۵۵٫۷۵ کیلومتر مربع مساحت و ۱۱۶٫۶۸۴ نفر جمعیت دارد.